# برونو لاسارو
برونو لاسارو (اسپانیایی: Bruno Lazaro‎؛ زادهٔ ۱۹۵۷) یک کارگردان فیلم، فیلم‌نامه‌نویس، و تهیه‌کننده فیلم کانادایی-اسپانیایی است که فیلم‌های داستانی، مستند و تجربی نوشته و کارگردانی کرده است. شناخته‌شده‌ترین فیلم او، برای توست! (۲۰۰۴) است که در جشنواره فیلم مالاگا در اسپانیا به نمایش درآمد و در جشنواره‌های بین‌المللی از جمله دونوستیا-سن سباستین، بارسلونا، سائو پائولو و مونته‌ویدئو نیز به نمایش درآمد.
برای توست! توسط مجله ورایتی این‌گونه توصیف شده است: «یک افسانه تکنو کوچک درباره جوانی بیست و چند ساله که تلاش می‌کند رابطه‌ای را از طریق قدرت شفابخش دوربین ویدیویی زنده نگه دارد. فیلم اول برونو لاسارو پاشکو قصد دارد سفری به سوی تاریک‌ترین گوشه‌های روح را نشان دهد. اما این فیلم بیشتر به عنوان روایت ساده و مستقیم یک شخصیت دوست‌داشتنی پس از نوجوانی که دوران سختی را پشت سر می‌گذارد، موفق است.»
منتقد فیلم فرانسوی رافائل ژولیَن آن را «شاهکاری ساده و عمیقاً تأثیرگذار» خواند: «احساس اصالت با بخش قابل توجهی از بداهه‌پردازی — قابل لمس و خوب اجرا شده — تقویت شده که فیلم را با آثار جان کاساوتیس مقایسه می‌کند. برای توست! همچنین به نظر می‌رسد ترکیبی موفق از تئاتر و سینما باشد، وارث سینمای زیرزمینی کمتر پرزرق و برق و کمتر عجیب، و اعلام عشق به... چیزهای بسیار زیاد! برونو لاسارو پاشکو به نظر می‌رسد از تغییرات ریتم‌ها، خنده‌ها، اشک‌ها... و گاهی نوعی تأمل با نماهای تقریباً انتزاعی و صرفاً زیبایی‌شناسانه مانند ردهای هواپیما در آسمان، گرافیتی‌ها لذت می‌برد.»
آثار او اغلب به موضوعات دوگانگی فرهنگی و پرسش درباره کنترل فرد توسط دولت می‌پردازند. «والدین من فعالان سیاسی و رهبران جنبش علیه دیکتاتوری فاشیستی فرانکو در اسپانیا در دهه ۱۹۶۰ بودند. این مبارزه و برخورد فرهنگ‌ها در سنین پایین قطعاً بر کار من تأثیر گذاشته است.» ساختار روایی فیلم‌هایش معمولاً به سمت ساختارهای غیرخطی و رویایی گرایش دارد که با به تصویر کشیدن تأثیرگذار شخصیت و اقدام، ارتباطات احساسی با تماشاگر ایجاد می‌کند، فراتر از سنت‌های معمول داستان‌گویی فیلم. در سال ۱۹۸۹، فیلم مسافر به عنوان «آثاری که یادآور استادان اگزیستانسیالیسم مدرن مانند آندری تارکوفسکی و ویم وندرس است» توصیف شد.
او دانش‌آموختهٔ رشتهٔ سینما در دانشگاه سایمون فریزر است و نخستین فیلم بلندش به نام «مسافر» (۱۹۸۹) در جشنواره بین‌المللی فیلم تورنتو به نمایش درآمد.
فیلم دیگر او «متنفر از عشق‌ورزی» (۱۹۸۲) برندهٔ لوح سیمین در جشنواره بین‌المللی فیلم شیکاگو گردید.